# Heinrich Kost
Heinrich Kost (* 11. Juni 1890 in Betzdorf (Siegerland); † 3. Juli 1978 in Kapellen) war ein deutscher Bergingenieur und Bergbau-Manager, er leitete als Generaldirektor (Vorstandsvorsitzender) die Bergwerksgesellschaft Rheinpreußen und war als Wehrwirtschaftsführer während des Nationalsozialismus auch am Einsatz von russischen Zwangsarbeitern verantwortlich.

## Leben und Wirken
Heinrich Kost wurde am 11. Juni 1890 als zweites Kind von sechs Geschwistern in Betzdorf (Siegerland) geboren. Sein Vater war königlich preußischer Bergmeister und Leiter des dortigen Bergreviers.
Nach Besuch der Volksschule sowie der Gymnasien in Wattenscheid und Essen machte Kost Ostern 1910 das Abitur in Wiesbaden. Später studierte er das Bergfach an der Universität München und an der Bergakademie Berlin. Durch den Kriegsdienst unterbrochen, legte Kost im Frühjahr 1919 das Bergreferendarexamen ab. Dem folgte Ende desselben Jahres die Diplom-Hauptprüfung. Im Herbst 1921 legte Kost mit dem Bergassessorexamen den Grundstein für seinen weiteren beruflichen Aufstieg im Bergbau.
Am 20. Juni 1925 heiratete Heinrich Kost Martha Pattberg. Sein Schwiegervater Heinrich Pattberg war Generaldirektor der Haniel-Zechen Rheinpreußen und Neumühl, 1932 übernahm Heinrich Kost diese Position. Kost erwies sich als technisch ideenreicher Manager, der die Mechanisierung des Kohleabbaus vorantrieb. Bei der Entwicklung und dem Einsatz des ersten Schrämladers, einer schneidenden Kohlegewinnungsmaschine, die unter dem Namen „Eiserner Heinrich“ bekannt wurde, spielte die Zeche Rheinpreußen im Ruhrbergbau eine Vorreiterrolle. 1935 trieb er maßgeblich die Errichtung der Treibstoffwerke Rheinpreußen voran. 1934 war er der NSDAP beigetreten.
Im Amt des Präsidenten der Niederrheinischen Industrie- und Handelskammer Duisburg-Wesel zu Duisburg, das er 1944 übernahm, arbeitete er Hitlers Befehl von der „verbrannten Erde“ entgegen und forderte die Industrieunternehmen auf, keine Zerstörungen vorzunehmen, sondern wichtige Betriebsteile auszubauen und zu verstecken. Nach Kriegsende wurde bekannt, dass gegen Heinrich Kost ein Erschießungsbefehl Martin Bormanns vorlag.
Am 19. November 1947 wurde Heinrich Kost Generaldirektor der Deutschen Kohlenbergbau-Leitung (DKBL) und damit verantwortlich für den Wiederaufbau dieser am Boden liegenden deutschen Grundstoffindustrie. Am 21. Juli 1953 wurde die Liquidation der DKBL beschlossen. Heinrich Kost blieb seinem Berufsfeld als Aufsichtsratsvorsitzender der Rheinpreußen AG für Bergbau und Chemie (bis 1961) und als Präsident der Wirtschaftsvereinigung Bergbau (bis 1964) weiterhin verbunden. Kost gehörte zu den wenigen Industriepolitikern, die in allen drei Spitzenverbänden der deutschen Wirtschaft (Bundesvereinigung der Deutschen Arbeitgeberverbände (BDA), Bundesverband der Deutschen Industrie (BDI) und Deutscher Industrie- und Handelstag (DIHT)) vertreten waren. Er war bis 1966 Präsident des Kuratoriums des Deutschen Studentenwerkes. Im Jahre 1975, drei Jahre vor seinem Tod, fasste Heinrich Kost seine ethischen Grundsätze und Gedanken in dem Buch Was mich bewegt zusammen.
„Wegen seiner Nazi-Vergangenheit“ wurde Kost im Jahr 2021 von der Liste der Ehrenbürger der Stadt Duisburg gestrichen. Hintergrund war, dass Kost während des Zweiten Weltkriegs als Wehrwirtschaftsführer den so genannten „Russeneinsatz“ von Zwangsarbeitern im gesamten Ruhrkohlebergbau leitete.

## Ehrungen
- 1953: Großes Verdienstkreuz mit Stern der Bundesrepublik Deutschland
- 1964: Großes Verdienstkreuz mit Stern und Schulterband der Bundesrepublik Deutschland

## Schriften
- Was mich bewegt. Gedanken zur Gesellschaft heute und morgen. Düsseldorf 1975.

## Belege
1. ↑  Heinrich Kost kein Ehrenbürger der Stadt Duisburg mehr. Auf: nrz.de vom 22. Oktober 2021.
2. ↑  Homberg unterm Hakenkreuz. Ein Projekt des Freundeskreis Historisches Homberg e. V. Auf: homberg-unterm-hakenkreuz.de, zuletzt eingesehen am 31. Oktober 2021.

| Personendaten    | Personendaten                                                                       |
| ---------------- | ----------------------------------------------------------------------------------- |
| NAME             | Kost, Heinrich                                                                      |
| KURZBESCHREIBUNG | deutscher Industrie-Manager, Generaldirektor der Bergwerksgesellschaft Rheinpreußen |
| GEBURTSDATUM     | 11. Juni 1890                                                                       |
| GEBURTSORT       | Betzdorf                                                                            |
| STERBEDATUM      | 3. Juli 1978                                                                        |
| STERBEORT        | Kapellen (Moers)                                                                    |